# Колесников, Анатолий Васильевич
Анатолий Васильевич Коле́сников (1899—1976) — советский конструктор танков.

## Биография
Родился в 12.12.1899 году в Туле, в семье потомственного тульского оружейника Василия Павловича Колесникова.
В 1915 году поступил работать на Тульский оружейный завод — токарем.
С 1917 года — член профсоюза промышленности вооружения.
В 1919 году добровольцем вступил в ряды Красной Армии, по окончании оружейно-технических курсов был направлен на Западный фронт.
1920 год — Начальник оружейно-пулеметного отдела 3-й армии Западного фронта (Участник Гражданской войны).
В 1922 году был демобилизован и вернулся работать на Тульский оружейный завод.
С 1923 по 1926 учился в Тульском рабфаке, по окончании которого поступил в Ленинградский технологический институт (ЛТИ).
В 1929 году, после третьего курса ЛТИ, по указанию центрального комитета партии, был вновь мобилизован в Красную Армию и направлен на учёбу в Ленинградскую Военно-техническую Академию (танковая академия).
В 1931 году, по окончании академии, приказом Реввоенсовета направлен на работу в танковое КБ Харьковского паровозостроительного завода, руководителем которого тогда был Афанасий Осипович Фирстов, а 1936 г. по 1940 г. — легендарный Михаил Ильич Кошкин, под руководством которых активно участвовал в создании серийных и опытных танков: БТ-2, БТ-5, БТ-7, Т-24, А-20, А-32, Т-32, Т-34 Т-44 (вариант Кошкина); а так же, будучи временно прикомандированным к Ленинградскому опытно-конструкторскому отделу Н. В. Барыкова, участвовал в создании пятибашенного танка Т-35.
1937 год — Зам.начальника конструкторского бюро завода № 183 им. Сталина.
1938 год — Начальник конструкторского бюро завода № 183 им. Сталина.
1939 год — Зам.начальника конструкторского отдела № 520 завода № 183 им. Сталина.
В 1941 году — в составе танкового КБ-520 (уже под руководством А. А. Морозова), был эвакуирован в г. Нижний-Тагил на Уралвагонзавод, который во время войны был переименован в Уральский танковый завод (завод № 183).
С 1941 г. по 1958 г. самым активным образом участвует в постановке на серийное производство танка Т-34/76, в разработке, принятии на вооружение и поставки на конвейер танка Т-34/85.
Кроме того, нельзя не отметить огромный вклад А. В. Колесникова в создании первого серийного танка нового поколения Т-54 и его дальнейших модификаций Т-54А, Т-54Б и Т-55, самых массовых и известных в мире, общепризнанных лучшими танками третьей четверти XX века.
В 1951—1953 годах и. о. главного конструктора Уралвагонзавода.
С 1953 г. по 1958 г. Заместитель главного конструктора Уралвагонзавода.
В 1958 году по состоянию здоровья вышел на пенсию.
Умер 7 апреля 1976 года.

## Награды и премии
- Сталинская премия второй степени 27.07.1948 — за создание нового танка
- орден Трудового Красного Знамени
- Медаль «За трудовую доблесть»
- Медаль «За доблестный труд в Великой Отечественной войне 1941—1945 г.г»